# نادیا ایجافینی
نادیا ایجافینی (زادهٔ ۸ نوامبر ۱۹۷۷) دوندهٔ حرفه‌ای دوی استقامت مغربی است. او در سال ۲۰۰۳ تابعیت کشور خود را به بحرین تغییر داد و بعداً در ۲۰۰۹ از طریق ازدواج، شهروندی ایتالیا را گرفت.

## حرفهٔ ورزشی
او در مسابقات قهرمانی نوجوانان جهان در سال ۱۹۹۸ در مادهٔ ۵۰۰۰ متر، چهارم شد. او در مسابقه‌های نیمه ماراتن در بازی‌های پان عرب ۱۹۹۹، در آن زمان نمایندهٔ مراکش بود. او در مسابقه جیرو د کاستل بونو در سال ۲۰۰۲ برنده شد.
ایجافینی در سال‌های ۲۰۰۳ و ۲۰۰۴ در مسابقات جهانی کراس کانتری و در مسابقات جهانی ۲۰۰۳ و ۲۰۰۵ در ماراتن شرکت کرد. او همچنین در بازی‌های المپیک تابستانی ۲۰۰۴ و ۲۰۰۸ در ماراتن شرکت کرد، اما در هر دو تلاش به نتیجه نرسید. او ادر مسابقهٔ بالای ۵۰۰۰ متر در در بازی‌های آسیایی ۲۰۰۶، چهارمین شد.
او در سال ۲۰۰۶ در پیست جاده‌ای از موفقیت‌های زیادی برخوردار شد: او در آن سال در مسابقات ده مایل تیلبورگ، دیسی‌میگلیا دل گاردا، پارلوپ، سیرکویتو پودیستیکو و نیمه ماراتن رم-استیا برنده شد. او همچنین در دو مسابقه کوریدا د لانگو و کوریدای دو اویی 10K در سال ۲۰۰۶ و ۲۰۰۷ پیروزهای متوالی به دست آورد.
به نمایندگی از بحرین، یک ۵۰۰۰ متر مدال نقره و ۱۰۰۰۰ متر مدال برنز از بازی‌های جهانی نظامی ۲۰۰۷ گرفت. همچنین یک برنز در مسابقات کراس کانتری آسیا در سال ۲۰۰۷ برنده شد.در دو و میدانی در بازی‌های پان عرب ۲۰۰۷، او ۱۰۰۰۰ متر دارندهٔ مدال طلا بود.
او در سپتامبر ۲۰۰۹ از طریق ازدواج، تابعیت ایتالیا را به دست آورد.در آن سال او در Singelloop Utrecht برنده شد. او اولین عنوان ملی خود را در مسابقات قهرمانی دو و میدانی ایتالیا در سال ۲۰۱۱ با بیش از ۱۰۰۰۰ متر به دست آورد. او در کراس دلا والاگارینا در ژانویه ۲۰۱۱ دوم شد و پس از دونده اتیوپیایی فنته آلمو بیرتوکان، مسابقه را به پایان رسانید.او برای اولین بار در مسابقات جهانی کراس کانتری IAAF در سال ۲۰۱۱ در سطح بین‌المللی ایتالیا را نمایندگی کرد و در مجموع سی و چهارمین نفر این مسابقات شد.ماه بعد او در مسابقهٔ بزرگ ایرلند شرکت کرد و به یکی از سه نفر برتر رسید.
او در ماه اکتبر در نیمه ماراتن کرمونا با بهترین دوندگی حرفه‌ای ۱:۰۸:۲۷ ساعت و بهترین رکورد شخصی ۲:۲۶:۱۵ در ماراتن پیروز شد، و در ماراتن فرانکفورت ششم شد. در کراس اینترناسیونال واله د لودیو نوامبر، او امتیاز ۷٫۶۴ را به دست آورد؛ مسابقهٔ کیلومتر با نیم‌دقیقه فرصت.او در رقابت‌های قهرمانی کراس کانتری اروپا در سال ۲۰۱۱ برای کسب مدال در رقابت بود، اما در اواخر توسط جما استیل به مقام چهارم رسید. در کراس د ونتاس د بانیوس در اواخر همان ماه، پس از پریسکا جپلتینگ چرونو نایب قهرمان شد.در آخرین مسابقه خود در سال، او در مسابقه جاده سنت سیلوستر چهارم شد. او بهترین ۱۰K خود را به ۳۱:۵۲ دقیقه در مسابقهٔ بزرگ منچستر در می ۲۰۱۲ رساند و پس از لینت ماسای در جایگاه دوم قرار گرفت.

## دستاوردهای شخصی
- دو ۵۰۰۰ متر - ۱۵:۱۶٫۵۴ دقیقه (۲۰۱۲)
- دو ۱۰٬۰۰۰ متر - ۳۱:۴۵:۱۴ دقیقه (۲۰۱۲)
- نیمه ماراتن - ۱:۰۸:۲۷ ساعت (۲۰۱۱)
- ماراتن - ساعت ۲:۲۶:۱5 (2011)